# (1-4)-α-D-グルカン-1-α-D-グルコシルムターゼ
(1-4)-α-D-グルカン-1-α-D-グルコシルムターゼ((1-4)-a-D-glucan 1-a-D-glucosylmutase、EC 5.4.99.15)は、以下の化学反応を触媒する酵素である。
4-[(1->4)-α-D-グルコシル]n-1-D-グルコース{\displaystyle \rightleftharpoons }1-α-D-[(1->4)-α-D-グルコシル]n-1-α-D-グルコピラノシド
系統名は(1->4)-α-D-グルカン 1-α-D-グルコシルムターゼ((1->4)-alpha-D-glucan 1-alpha-D-glucosylmutase)で、malto-oligosyltrehalose synthase、maltodextrin alpha-D-glucosyltransferase等とも呼ばれる。
アルスロバクター属やSulfolobus acidocaldariusから得られる酵素は、3つ以上の(1->4)-α-結合D-グルコース単位を含む(1->4)-α-D-グルカンに作用する。